# Grand Isle (Vermont)
Grand Isle – miasto w Stanach Zjednoczonych, w stanie Vermont, w hrabstwie Grand Isle.